# AFC Hinksey
AFC Hinksey (celým názvem: Association Football Club Hinksey) byl anglický fotbalový klub, který sídlil ve městě Oxford v nemetropolitním hrabství Oxfordshire. Založen byl v roce 2005, zanikl v roce 2014.
Své domácí zápasy odehrával na stadionu Culham Road (patřící Abingdon Town FC).

## Umístění v jednotlivých sezonách
Stručný přehled
Zdroj: 
- 2005–2012: Oxfordshire Senior League
- 2012–2014: Hellenic Football League (Division One East)

Jednotlivé ročníky
Zdroj: 
Legenda: Z - zápasy, V - výhry, R - remízy, P - porážky, VG - vstřelené góly, OG - obdržené góly, +/- - rozdíl skóre, B - body, červené podbarvení - sestup, zelené podbarvení - postup, fialové podbarvení - reorganizace, změna skupiny či soutěže
| Anglie (2012 – 2014) |                                              |        |    |    |   |    |    |    |     |    |        |
| Sezóny               | Liga                                         | Úroveň | Z  | V  | R | P  | VG | OG | +/- | B  | Pozice |
| 2012/13              | Hellenic Football League (Division One East) | 10     | 28 | 11 | 3 | 14 | 81 | 60 | +21 | 36 | 11.    |
| 2013/14              | Hellenic Football League (Division One East) | 10     | 25 | 16 | 3 | 6  | 72 | 32 | +40 | 51 | 3.     |